# اچ‌ام‌اس بلتون (ام۱۱۹۹)
اچ‌ام‌اس بلتون (ام۱۱۹۹) (به انگلیسی: HMS Belton (M1199)) یک کشتی بود که طول آن 153 ft بود. این کشتی در سال ۱۹۵۵ ساخته شد.